# Beycker Velásquez
Beycker Velásquez (Caracas, Distrito Capital, Venezuela; 6 de octubre de 1996) es un futbolista venezolano que juega como portero en Estudiantes de Mérida de la Primera División de Venezuela.

## Trayectoria
Su vida futbolística comenzó a los 8 años en la Escuela Catia jugando como delantero, su abuela Gladis interesada en hacer que se alejara del sitio donde vivía lo llevó a la escuela de fútbol del Caracas Fútbol Club en la cual presentó pruebas por 3 meses para quedar seleccionado, en uno de estos entrenamientos preguntaron que quien sabía portear y el levantó la mano, desde ese entonces comenzó su formación como portero, debido a su baja estatura muchos no confiaron en su capacidad para ser arquero el único que apostó por él fue el entrenador Jobanny Rivero.

## Selección nacional
Ha sido internacional con la selección de fútbol de Venezuela, en la categoría sub-17, participó en el Campeonato Sudamericano Sub-17. Convirtiéndose en el mejor arquero del certamen disputó los 9 partidos del suramericano recibiendo 8 goles. Logró el subcampeonato en conjunto con la selección cumpliendo un papel protagónico al detener un penal a Antonio Sanabria en el primer partido del Hexagonal ante la selección de Paraguay. En el certamen logró mantener el arco en 0 en 4 ocasiones ante Ecuador, Colombia y en dos ocasiones ante Paraguay.
En esta competición se comparó en múltiples ocasiones con el arquero venezolano Renny Vega, ya que además de formar parte del Caracas Fútbol Club es de baja estatura y un juego con los pies muy similar al de Vega.
Próximamente disputará en conjunto con la selección de Venezuela el mundial de la categoría en los Emiratos Árabes Unidos.

### Campeonato Sudamericano Sub-17
| Sudamericano Sub-17 | Sede      | Resultado  | Partidos | Goles Encajados |
| ------------------- | --------- | ---------- | -------- | --------------- |
| Sudamericano 2013   | Argentina | Subcampeón | 9        | 8               |

## Clubes
| Club                            | País      | Año         | Partidos | Goles Encajados |
| ------------------------------- | --------- | ----------- | -------- | --------------- |
| Caracas Fútbol Club             | Venezuela | 2010 - 2015 | 2        | 0               |
| Estudiantes de Caracas (Cesión) | Venezuela | 2015 - 2016 | 26       | 0               |
| Deportivo Anzoategui            | Venezuela | 2016 - 2017 | 26       | 0               |
| Deportivo Táchira               | Venezuela | 2018 - 2019 | 4        | 5               |
| Caracas FC                      | Venezuela | 2020        | 0        | 0               |
| Estudiantes de Merida FC        | Venezuela | 2023        | 1        | 1               |